# 모리스 뒤베르제
모리스 뒤베르제(Maurice Duverger, 1917년 6월 5일 ~ 2014년 12월 16일)는 프랑스의 정치학자이자 법학자이다. 그는 샤랑트 주 앙글렘에서 태어났다.
그는 정당체제와 선거제도의 연구를 통해 후에 그의 이름을 따 뒤베르제의 법칙이라 불리는 법칙을 창안했다. 이 법칙에 의하면 소선거구제는 양당제와 친화적이고, 비례대표제는 다당제와 친화적이다.
그는 보르도 대학에서 법학교수로 학술활동을 시작했으나, 주로 정치학 분야에 많은 업적을 남겼다. 1948년에는 보르도 대학에 최초의 정치학과 중 하나를 개설했다. 그는 보르도(1940-55)과 푸아티에(1942/43), 파리(1955-85, 소르본느 대학 (1971-85)), 빈 (1965), 텔아비브 (1979), 제네바 (1983-86), 뉴욕 (1986) 등에서 강의를 했다.
뒤베르제는 학술논문외에 르 몽드, 리베라시옹, 엘 파리, 코리에레 델라 세라 등의 신문에 많은 글을 기고했다.
뒤베르제는 1989년에서 1994년까지 유럽의회 의원을 역임했다. 이탈리아 좌파민주당 소속으로 당선되었으며, 유럽의회 사민당 교섭단체 소속의원으로 활동했다.

## 학술 경력
뒤베르제는 행정법 전공으로 보르도에서 강의를 시작했다. 뒤베르제는 그를 르 몽드등과 연결시켜준 삐에르 마이디으의 영향으로 법사회학과 헌법학을 연구하기 시작했다.
그는 첫 저서인 "프랑스 헌법"(1944)에서 1940년 프랑스 헌법이 프랑스 임시정부를 가져왔다는 주장을 폈다. 후에 리베라시옹의 기고를 통해 프랑스 새정부의 합법성에 대해 분석하기도 했다. 그리고 그는 주로 사회과학 이론에 집중했다.
그외 그는 1944년 이미 정당체제의 큰 의미를 부여했다. 1946년에는 정당체제와 선거제도간에 긴밀한 관계가 있다는 테제로 확장시킨다. 정당제와 선거제간의 관계의 그의 저서 "정당론(1951)"의 핵심내용이된다. 정당론은 정당연구분야의 고전으로 받아들여지고 있으며, 여러 언어로 번역출판된 것이 이를 입증한다. 소선거구제가 양당제와 친화적이라는 주장은 후에 그의 이름을 따 뒤베르제의 법칙이라고 명명된다.
정당론에서 그는 간부정당과 대중정당을 구분했다. 간부정당은 당원의 양보다 질을 중요시한다. 간부정당은 느슨하게 조직되어 있으며, 정당의 규율이 약해서, 당원들의 광범위한 자율성이 인정된다. 정치자금은 후원자로부터 받고, 권력이 선출직 의원에서 나오는 것처럼 의원중심의 정당이다. 반면 대중정당은 피라미드 구조의 잘 조직된 정당조직을 가지고 있다. 당원들은 정치지도자에 일체감을 가지는 것이 아니라 정당의 이데올로기에 일체감을 가진다. 정치적 결정은 당원 개개인의 참여로 이루어지며, 재정은 당원의 당비로 조달한다. 이로 인해 이 정당은 당원을 최대한 많이 모으도록 한다.
그는 뒤베르제의 법칙 외에도 "준대통령제"의 개념에도 흔적을 남겼다. 1956년 르 몽드지 기고문에서 사용하기 시작했다. 그는 이 개념을 행정부가 이원적으로 공존하는 혼합정을 설명하면서 사용했다. 프랑스 헌법은 의회가 선출하는 정부가 있기는 하지만, 대통령의 권한이 훨씬 강력하다. 그래서 단순히 혼합정이 아니라 대통령제에 준하는 체제라는 점에서 준대통령제를 사용했다.

## 주요 저서
| - Les partis politiques (1951) - 정당론: 제1권 정당의 구조, 서울: 사상계 (1963) - 정당론, 서울: 중앙선거관리위원회. (1980) - Political Parties: Their Organization and Activity in the Modern State (1969) - La participation des femmes à la vie politique (1955) - Les finances publiques (1956) - Méthodes de la science politique (1959) - De la dictature (1961) - Méthodes des Sciences sociales (1961) - 사회과학 방법론: 이론과 실제, 서울: 유풍출판사. (1982) - Introduction à la politique (1964) - 정치란 무엇인가, 나남. (2006) ISBN 978-89-300-3002-1 - The Idea of Politics: the Uses of Power in Society - Sociologie politique (1966) - The Study of Politics ISBN 0-690-79021-X - La démocratie sans les peuples (1967) - Institutions politiques et Droit constitutionnel (1970) - 정치제도와 헌법. 1: 대정치체계, 서울: 삼영사(1979), | - 정치제도와 헌법. 2: 프랑스의 정치체제, 서울: 삼영사.(1980) - Janus: les deux faces de l'Occident (1972) - 서구민주주의의 두 얼굴, 서울:문학과지성사. (1990) ISBN 978-89-320-0164-7 - Modern Democracies: Economic Power Versus Political Power ISBN 0-03-077280-X - Sociologie de la politique (1973) - L'autre côté des choses (1977) - King's Mate (1978) - Les orangers du lac Balaton (1980) - Factors in a Two-Party and Multiparty System, in Party Politics and Pressure Groups (New York: Thomas Y. Crowell, 1972), pp. 23–32. - La République des Citoyens (1982) ISBN 2-85956-311-3 - Lettre Ouverte aux Socialistes (Collection Lettre ouverte) ISBN 2-226-00326-6 - La Cohabitation des Français ISBN 2-13-041498-2 - Europe des Hommes: Une Métamorphose Inachevée (1994) ISBN 2-7381-0262-X - The French Political System - L'Europe dans tous ses Etats (1995) |

## 같이 보기
- 뒤베르제의 법칙